# Cianorte
Cianorte es una ciudad en el noroeste de Paraná, en el sur de Brasil.   Según el censo de 2000, Cianorte tiene 70.000 habitantes.

## Historia
El área se localiza en el distrito Municipal de Cianorte el Camino del informe Peabiru. Después, empieza la colonización en esta área a través de la Compañía de Tierras Norte en la década de 50, de Paraná.  Cianorte domina las culturas agrícolas, es fuerte en el sector industrial y diversificó en el comercial. Con la Ley no. 2.412 del 13 de julio de 1955, e instaló en el 15 de diciembre del mismo año, desmembrándose de Peabiru,    
En la década de 40, las noticias que llegaron al interior de São Paulo, minero e incluso en el nordeste del país era que el verdadero estaba en el norte de Paraná dónde la tierra era y fecundo.    
Para la posibilidad de riqueza y prosperidad, las familias llegaron el área con la perspectiva de un futuro.    
La Compañía Melhoramentos Norte de Paraná, fundada por los ingleses, era responsable de la venta de las porciones de tierra.    
Con la concentración de los trabajadores inmigrantes oriundos de Europa y también de otras regiones de Brasil, la ciudad fue apareciendo. La economía del distrito municipal era basada en el cultivo de café.     
Hasta los años setenta la ciudad creció y la gente prosperó gracias al café.    
Pero en el fin de la década la situación cambió radicalmente a consecuencia de las escarchas y de la política barata del sector, el período de la decadencia del café había llegado.
En medio de la crisis que alcanzó los municipios de toda la región, Cianorte buscaba una alternativa para revertir el cuadro apostando así por su industrialización.    
Dejando de lado la vocación agrícola, la ciudad empezó a invertir en el Sector industrial. Empresarios, comerciantes y antiguos productores empezaron a comprar máquinas de coser, éstos construyeron las fábricas, pese a la falta de cualificación de los emprendedores la ciudad logró a lo largo del tiempo transformarse en la capital de la moda del sur de Brasil.  
Actualmente la ciudad se destaca también por un fuerte y creciente sector terciario.

## Toponimia
Fundada por la Compañía inglesa de Tierras del Norte de Paraná, su nombre es en honor a la compañía (Cia - la compañía, Norte - el área Norte).

## Datos generales
(enlace roto disponible en Internet Archive; véase el historial, la primera versión y la última).  
Localizado en el área Noroeste de Paraná.  
Coordenadas geográficas     
- latitud - 23° 40 ' 00  Sur
- longitud - 52° 38 ' 00  W-GR

- Curitiba - 518 km
- Paranaguá - 609 km
- Maringá - 70 km

## Clima
Clima tropical húmedo, veranos calientes con tendencia a la concentración de lluvias (temperatura superior a 22 °C), e inviernos con escarchas frecuentes pero de poca intensidad (temperatura inferior a 18 °C).

## Economía
- • Agricultura - Produce café, algodón y cereales
- • Ganadería
- • Extracción controlada de madera
- • Industria diversas principalmente del Vestuario, calzados, tejidos, pieles y productos similares.

### Industria de la moda
Cianorte se destaca a nivel nacional como el polo industrial textil de la moda, siendo conocido en Brasil como "La Capital de la moda ".    
Cianorte cuenta con más de 300 industrias del sector textil.
La producción industrial de la ciudad se concentra mayoritariamente en el sector industrial textil,  su producción está enfocada en la calidad e innovación, la suma de estos dos factores garantiza su éxito en el mercado de la moda nacional.    
La ciudad cuenta con más de 300 tiendas mayoristas.
Cianorte recibe comerciantes de todos los estados Brasileños que van en busca de la moda cianortense.    
En el ecuador de todos los años la ciudad celebra la Expovest, la feria de moda más importante del sur de Brasil, se realiza en el parque de exposición de la ciudad. En ese período la ciudad recibe un elevado número de turistas y empresarios.
Actualmente la ciudad cuenta con un fuerte sector de servicios acompañando así la tendencia de desarrollo económico brasileño.

### Nivel de vida
Cianorte cuenta con el PIB per-capita  más alto de la región, un buen nivel educativo además de contar con un fuerte programa de viviendas de protección estatal, la suma de éstos factores proporciona a su población un excelente bienestar social.

## La administración
- Ayuntamiento municipal
- Avenida Santa Catarina, 731,
- Teléfono: (44) 3629-1270 - el facsímil: 3629-1270

## Infraestructura

### Educación
Cianorte cuenta con una amplia oferta de escuelas públicas y privadas, además de contar con dos universidades, siendo una pública y otra privada.

## Cultura
La antigua estación de tren de la ciudad se transformó hace unos años en un pequeño museo, en ello se realizan exposiciones de arte contemporáneo además de albergar de forma permanente antigua reliquias de la ciudad.
Dicho centro ofrece también cursos gratuitos de carácter diversos.

## Los puntos turísticos
La cascada del Río Ligero está ubicada a 15 kilómetros del área metropolitana de cianorte, es una cascada de 5 metros de altura que se encuentra en una zona de jungla tropical, es una excelente opción de ocio para los quieren disfrutar de la naturaleza. 

### El cinturón Verde
El Cinturón Verde es; como su nombre indica, un cinturón de árboles nativos de la región que circundan toda la ciudad, en él se encuentran varios caminos que proporcionan una gran área de ocio a sus habitantes.

### El bosque
Circundando la catedral de la ciudad en pleno centro se encuentra el bosque, una zona de floresta nativa preservada en su día por los pioneros como una muestra de la vegetación nativa de la ciudad, en esta pequeña jungla en pleno centro comercial de la ciudad se encuentra ubicada la biblioteca municipal, la ubicación de la misma proporciona a sus usuários la tranquilidad necesária para una buena jornada de estudios.

### El parque de Manduí
Es un bosque de vegetación tropical ubicado en plena ciudad, adorna con su verde a los barrios de la Villa Obrera y Zona 7 proporcionando a sus habitantes un entorno agradable.

## El calendario
El 26 de julio es el aniversario de la ciudad.  
Expovest    
En el ecuador de todos los años la ciudad celebra la Expovest, la feria de moda más importante del Sur de Brasil, se realiza en el parque de exposición de la ciudad. En ese período la ciudad recibe un elevado número de turistas y empresarios.

## Centros Comerciales
Hay 7 Shoppings en la ciudad:     
- • Univep De tiendas (Venta al por mayor)
- • Dallas Moda Shopping (Venta al por mayor)
- • Yendo de compras Unido (Venta al por mayor)
- • Nabhan Cia Moda (Venta al por mayor)
- • VestSul Shopping (Venta al por mayor)
- • Cianorte Center (Menudeo)
- • Shopping Urbano (Menudeo)

## Los hoteles
Intercontinental     
R. PIRATININGA, 388,     
Teléfono: (44) 3629-3939  
Hotel Avenida     
El Av. Brasil, 299,     
Teléfono: (44) 3629-1630  
Hotel Explanada     
R. Álvares Cabral, 614,     
Teléfono: (44) 3629-5976  
O Globo   
El Av. Maranhão, 102,     
Teléfono: (44) 3629-1973  
Hotel Príncipe     
Raposo Tavares cuadrado     
Teléfono: (44) 3629-1257
Goldmen
Av Paraíba, 979
Teléfone: (44) 3631-9900